# Glencoe (Minnesota)
Glencoe település az Amerikai Egyesült Államok Minnesota államában, McLeod megyében, melynek megyeszékhelye is. Lakosainak száma 5744 fő (2020. április 1.).

## Népesség
A település népességének változása:

| 2010 | 5 631 |
| 2020 | 5 744 |